# 卡波拉特
卡波拉特，是西班牙加泰罗尼亚巴塞罗那省的一个市镇。总面积34平方公里，总人口66人（2001年），人口密度2人/平方公里。